# 1410er
Portal Geschichte | Portal Biografien | Aktuelle Ereignisse | Jahreskalender | Tagesartikel

◄ |
14. Jh. |
15. Jahrhundert
| 16. Jh. | ►

◄ |
1380er |
1390er |
1400er |
1410er
| 1420er | 1430er | 1440er | ►

1410 |
1411 |
1412 |
1413 |
1414 |
1415 |
1416 |
1417 |
1418 |
1419

## Ereignisse
- 1410: Niederlage des deutschen Ordensheeres gegen die Polen und Litauer in der Schlacht bei Tannenberg in Masuren; vorläufiges Ende der deutschen Ostexpansion.
- 1415, 30. April: König Sigismund verleiht auf dem Konzil von Konstanz dem Hohenzollern Friedrich I. von Nürnberg die erbliche Würde des Markgrafen und Kurfürsten von Brandenburg.
- 1415, 6. Juli: Jan Hus, ein tschechischer Kirchenkritiker, wird trotz Zusicherung freien Geleits beim Konzil von Konstanz festgenommen, angeklagt und als Ketzer dem Feuertod überantwortet.
- 1419: Beginn der Hussitenkriege.